# Philipp Osten
Philipp Osten (* 1970) ist ein deutscher Medizinhistoriker, Hochschullehrer und Autor. Zu seinen Forschungsschwerpunkten gehören die Krankheitsprävention, ethische Fragestellungen in der Humangenetik, Patientengeschichte, die Geschichte des Schlafs, Fürsorgepolitik und medizinische Propaganda, Fotografie und Film in der Medizin, die Geschichte der Orthopädie und ihrer Patienten, Medizin im Nationalsozialismus, Krankenhausgeschichte und die Geschichte der Pädiatrie.

## Leben und Wirken
An der Freien Universität Berlin und der Humboldt-Universität zu Berlin studierte Philipp Osten Medizin. 1999 legte er das Staatsexamen ab. Im Anschluss daran war Osten bis 2003 Mitarbeiter des Instituts für Geschichte der Medizin der Charité. In den Jahren 1999 bis 2001 gehörte er dem DFG-Projekt Patientenbilder an. Von 2003 bis 2008 war Osten Mitarbeiter am Institut für Geschichte der Medizin der Robert Bosch Stiftung. In seiner 2004 veröffentlichten Dissertation mit dem Titel Die Modellanstalt. Über den Aufbau einer „modernen Krüppelfürsorge“ 1905–1933 setzt er sich mit der Entwicklung der Krüppelfürsorge im Deutschen Kaiserreich und der Weimarer Republik auseinander. Osten war Assistent am Institut für Geschichte der Medizin an der Ruprecht-Karls-Universität Heidelberg bei Wolfgang U. Eckart. Im Jahr 2014 habilitierte er sich mit einer Schrift zur Geschichte des Schlafs. Von 2015 bis 2016 bearbeitete Osten als Fellow am Marsilius-Kolleg ein Arbeitsvorhaben zur Geschichte der Gesundheitsaufklärung. Seit 1. Oktober 2017 leitet Osten das Institut für Geschichte und Ethik der Medizin am Universitätsklinikum Hamburg-Eppendorf und ist Direktor des Medizinhistorischen Museums Hamburg. Zuvor hatte er bereits zwei Jahre lang kommissarisch an der Spitze der Einrichtungen gestanden.
Eingehend befasste er sich mit Somnambulismus und Hellseherei. Dazu veröffentlichte er 2014 eine Studie. Osten gehört der Historischen Kommission der Deutschen Gesellschaft für Kinder- und Jugendmedizin an. Er war stellvertretender Vorsitzender des Fachverbandes Medizingeschichte und Schriftführer der Gesellschaft für Wissenschaftsgeschichte.

## Schriften
- Das Vorprogramm. Lehrfilm / Gebrauchsfilm / Propagandafilm / unveröffentlichter Film in Kinos und Archiven am Oberrhein 1900–1970. Eine französisch-deutsche Vergleichsstudie. A25 Rhinfilm, Heidelberg, Strasbourg 2015, ISBN 978-3-00-049852-7 (Herausgegeben mit Christian Bonah et al.).
- Das Tor zur Seele. Schlaf, Somnambulismus und Hellsehen im frühen 19. Jahrhundert. Schöningh, Paderborn 2015, ISBN 3-506-77935-4.
- Schlachtschrecken - Konventionen. Das Rote Kreuz und die Erfindung der Menschlichkeit im Kriege. Centaurus, Freiburg 2011, ISBN 978-3-86226-045-4 (Herausgegeben mit Wolfgang U. Eckart).
- Die Modellanstalt. Über den Aufbau einer „modernen Krüppelfürsorge“ 1905–1933 (= Mabuse-Verlag Wissenschaft. Bd. 79). Mabuse-Verlag, Frankfurt am Main 2004, ISBN 3-935964-64-1.